# (336) Lacadiera
(336) Lacadiera – planetoida z pasa głównego asteroid okrążająca Słońce w ciągu 3 lat i 139 dni w średniej odległości 2,25 j.a. Została odkryta 19 września 1892 roku w Observatoire de Nice w Nicei przez Auguste Charloisa. Nazwa planetoidy pochodzi od miejscowości La Cadière-d’Azur we Francji. Przed jej nadaniem planetoida nosiła oznaczenie tymczasowe (336) 1892 D.